# Comunidad de comunas de Sombernon y del Valle del Ouche
La Comunidad de comunas de Sombernon y del Valle del Ouche (Communauté de communes du Sombernonnais et de la Vallée de l'Ouche en francés) es una estructura intercomunal francesa situada en el departamento francés de Côte-d'Or de la región de Borgoña.

## Historia
Fue creada el 1 de enero de 2014 con la unión de las comunas de la comunidad de comunas del Valle del Ouche y de la comunidad de comunas de Sombernon, siendo sus comunas las veintiocho del antiguo cantón de Sombernon y cuatro de las ocho del antiguo cantón de Dijon-5, y que actualmente forman parte las treinta y dos del nuevo cantón de Talant.

## Nombre
Debe su nombre a que la comunidad se halla en el área de influencia de la comuna que le da su nombre y que está situado en el valle que le da su nombre.

## Composición
La Comunidad de comunas reagrupa 32 comunas:
| Comuna                 | Código INSEE | Región | Población (2012) | Superficie (km²) | Densidad (hab./km²) |
| ---------------------- | ------------ | ------ | ---------------- | ---------------- | ------------------- |
| Agey                   | 21002        | Talant | 290              | 8.42             | 34                  |
| Ancey                  | 21013        | Talant | 409              | 8.47             | 6                   |
| Arcey                  | 21018        | Talant | 49               | 3.47             | 14                  |
| Aubigny-lès-Sombernon  | 21033        | Talant | 152              | 7.93             | 19                  |
| Barbirey-sur-Ouche     | 21045        | Talant | 254              | 10.76            | 24                  |
| Baulme-la-Roche        | 21051        | Talant | 110              | 6.69             | 16                  |
| Blaisy-Bas             | 21080        | Talant | 720              | 13.27            | 54                  |
| Blaisy-Haut            | 21081        | Talant | 127              | 8.31             | 15                  |
| Bussy-la-Pesle         | 21121        | Talant | 70               | 11.47            | 6                   |
| Drée                   | 21234        | Talant | 50               | 5.4              | 10                  |
| Echannay               | 21238        | Talant | 123              | 7.8              | 17                  |
| Fleurey-sur-Ouche      | 21273        | Talant | 1242             | 26.76            | 46                  |
| Gergueil               | 21293        | Talant | 129              | 9.93             | 13                  |
| Gissey-sur-Ouche       | 21300        | Talant | 356              | 14.48            | 25                  |
| Grenant-lès-Sombernon  | 21306        | Talant | 209              | 28               | 8                   |
| Grosbois-en-Montagne   | 21310        | Talant | 106              | 14.16            | 8                   |
| Lantenay               | 21339        | Talant | 519              | 17.13            | 30                  |
| Mâlain                 | 21373        | Talant | 743              | 11.24            | 66                  |
| Mesmont                | 21406        | Talant | 231              | 6.37             | 36                  |
| Montoillot             | 21439        | Talant | 80               | 7.71             | 10                  |
| Pasques                | 21478        | Talant | 306              | 20.41            | 15                  |
| Prâlon                 | 21504        | Talant | 85               | 3.09             | 28                  |
| Remilly-en-Montagne    | 21520        | Talant | 137              | 8.47             | 16                  |
| Saint-Anthot           | 21539        | Talant | 68               | 4.11             | 17                  |
| Sainte-Marie-sur-Ouche | 21559        | Talant | 751              | 8.25             | 91                  |
| Saint-Jean-de-Boeuf    | 21553        | Talant | 119              | 12.26            | 10                  |
| Saint-Victor-sur-Ouche | 21578        | Talant | 268              | 12.77            | 21                  |
| Savigny-sous-Mâlain    | 21592        | Talant | 202              | 6.35             | 31                  |
| Sombernon              | 21611        | Talant | 978              | 13.22            | 74                  |
| Velars-sur-Ouche       | 21661        | Talant | 1783             | 12.13            | 67                  |
| Verrey-sous-Drée       | 21669        | Talant | 67               | 3.44             | 19                  |
| Vieilmoulin            | 21679        | Talant | 109              | 6.06             | 18                  |

## Competencias
La comunidad es un organismo público de cooperación intercomunal.
Sus recursos provienen del impuesto sobre los rendimientos del trabajo único, del sistema de contribuciones que se aplica a los residuos y asignaciones y subvenciones de diversos socios.
Sus competencias en general se centran en el desarrollo económico, medio ambiental, de empleo y los servicios comunitarios a los habitantes:
- Ordenación del Territorio
  - Plan de Coherencia Territorial (SCOT, en francés).
  - Plan Sectorial.
- Desarrollo y organización económica
  - Acción de desarrollo económico de las actividades industriales, comerciales o de empleo, (apoyo de las actividades agrícolas y forestales...).
  - Creación, organización, mantenimiento y gestión de zonas de actividades industriales, comerciales, terciario, artesanal o turístico.
- Desarrollo y organización social y cultural
  - Actividades culturales y socioculturales.
  - Actividades deportivas.
  - Construcción y/u organización, mantenimiento, gestión de equipamientos o establecimientos culturales, socioculturales, socioeducativos, deportivos…, etc.
  - Transporte escolar.
- Medio ambiente
  - Saneamiento no colectivo.
  - Recogida y tratamiento de los residuos urbanos y asimilados.
  - Protección y valorización del Medio Ambiente.
- Vivienda y hábitat
  - Programa local del hábitat.
- Servicio de vías públicas
  - Creación, organización y mantenimiento del servicio de vías públicas.
- Otros
  - Adquisición comunal de material.
  - Informática, Talleres vecinales.